# 祥贝乡
祥贝乡，是中华人民共和国广西壮族自治区河池市宜州区下辖的一个乡镇级行政单位。

## 行政区划
祥贝乡下辖以下地区：
祥贝社区、古文村、古龙村、白伟村、车头村、拉托村、更生村、福六村、中路村、中朝村、长峒村、下峒村、里峒村、六代村和大莫村。